# Amblyomma orlovi
Amblyomma orlovi är en fästingart som beskrevs av Kolonin 1992. Amblyomma orlovi ingår i släktet Amblyomma och familjen hårda fästingar. Inga underarter finns listade i Catalogue of Life.